# Alex Raisbeck
Alexander Galloway Raisbeck, detto Alex (Wallacestone, 26 dicembre 1878 – Liverpool, 12 marzo 1949), è stato un calciatore e allenatore di calcio scozzese, di ruolo difensore.

## Biografia
Alexander Galloway Raisbeck nasce il giorno di Santo Stefano del 1878 a Wallacestone, villaggio situato a pochi chilometri da Polmont. Stabilitosi definitivamente nel South Lanarkshire, più precisamente nella città di Cambuslang, all'età di 12 anni inizia a lavorare come minatore presso la locale miniera di carbone assieme a suo padre e ai suoi fratelli.
Raisbeck ebbe 14 figli nel corso della sua vita. Durante la Seconda guerra mondiale, sei dei suoi figli prestarono servizio alle forze armate, quattro dei quali con il grado di ufficiale. Morì a Liverpool il 12 marzo 1949 all'età di 70 anni, lasciando un testamento contenente 276 sterline e 18 scellini.

## Carriera

### Club

#### Gli inizi in patria
All'età di 13 anni firma il suo primo contratto da calciatore professionista con il Larkhall Thistle. Dopo appena un anno dal suo arrivo viene promosso in prima squadra, iniziando a giocare nell'inedito ruolo di esterno destro. Nel club, assieme ad Alex, militarono anche i suoi due fratelli William ed Andrew, con i quali contribuì alla vittoria del primo trofeo del club.
Le sue prestazioni convincenti attirano l'attenzione dei dirigenti dell'Hibernian, che si presentarono addirittura a casa della famiglia di Raisbeck per convincerlo ad unirsi al club, Il 30 luglio 1896 decide di firmare con la società scozzese. Fa il proprio esordio da professionista il successivo 12 settembre, in occasione di una gara pareggiata contro l'Abercorn (2-2). Contro gli stessi avversari, il 21 novembre, Raisbeck segna anche la sua prima rete, in una vittoria 9-0. In due annate colleziona un totale di 25 presenze e 3 reti.

#### Liverpool
Dopo una breve esperienza allo Stoke City, il 6 maggio 1898 viene ceduto al Liverpool. Dopo un ritiro di 12 giorni nei pressi di Blackpool, il 3 settembre 1898 fa il proprio esordio ufficiale con la maglia dei Reds, in un match contro lo Sheffield Weds vinto per 4-0. Alla sua prima annata raggiunge la semifinale di FA Cup contro lo Sheffield Utd.
Alla sua seconda stagione ad Anfield viene nominato capitano della squadra e vince il campionato battendo il West Bromwich all'ultima gara stagionale. Dopo la vittoria la squadra ha viaggiato in treno dalla stazione di Birmingham fino alla stazione centrale di Liverpool, dove è stata accolta da più di 50.000 tifosi.
Rimane ai Reds anche in seguito alla retrocessione in Second Division occorsogli al termine dell'annata 1903-1904. Nella stagione 1905-1906 vinse nuovamente il campionato, lo Sheriff of London Charity Shield e la Liverpool Senior Cup, venendo però eliminati in semifinale di FA Cup dai rivali dell'Everton. Nelle successive annate il suo rendimento diventa sempre più discontinuo e, anche a causa di svariati acciacchi fisici, finisce in panchina più volte. Gioca la sua ultima gara con il Liverpool il 30 aprile 1909, una vittoria 1-0 contro il Newcastle Utd che divenne decisiva per la salvezza dei Reds.

#### Partick Thistle
Nell'estate 1909 viene acquistato dagli scozzesi del Partick Thistle per una somma di 500 sterline. Nella stagione 1913-1914, durante una gara di campionato contro il Dundee, Raisbeck ricevette un duro colpo all'addome da un avversario; al rientro negli spogliatoi, iniziò ad avvertire un fortissimo dolore, venendo successivamente rassicurato dall'equipe medica che pensava non fosse nulla di grave. Tuttavia, con il susseguirsi delle settimane, il dolore addominale aumentò e infine, sotto consiglio di un professore, decise di sottoporsi ad un intervento chirurgico a Glasgow.

### Nazionale
Raisbeck fece il proprio esordio con la nazionale scozzese il 17 aprile 1900, in una vittoria 4-1 contro l'Inghilterra.

### Allenatore
Nel marzo 1914 viene nominato tecnico dell'Hamilton Academical, con cui trascorse le successive tre annate prima di aggregarsi allo staff dirigenziale.
Il 28 dicembre 1921 approda sulla panchina del Bristol City, non riuscendo però a raggiungere in tempo la salvezza. L'anno seguente riesce a raggiungere la promozione in Second Division piazzandosi al primo posto in classifica. Rassegna le proprie dimissioni nel giugno 1929, dopo un totale di 8 stagioni in carica.
Dopo un periodo sessennale all'Halifax Town, assume la guida tecnica del Chester City. Nel luglio 1938 ottiene un incarico sulla panchina del Bath City, incarico che fu costretto a lasciare poco dopo a causa dello scoppio della Seconda guerra mondiale.

## Palmarès

### Giocatore

#### Competizioni nazionali
- Campionato inglese: 2

Liverpool: 1900-1901, 1905-1906
- Campionato inglese di seconda divisione: 1

Liverpool: 1904-1905
- Sheriff of London Charity Shield: 1

Liverpool: 1906

### Allenatore

#### Competizioni nazionali
- Third Division: 1

Bristol City: 1922-1923, 1926-1927